# Litlekalsøy
Litlekalsøy es una isla del municipio de Austevoll en la provincia de Hordaland, Noruega. Se ubica en el archipiélago de Austevoll, en el Møkstrafjorden. Está al sur de la isla de Møkster, al norte de Stolmen y al oeste de Huftarøy. En el 2001 tenía 26 habitantes. Solamente se puede acceder a ella en bote.